# André Székely

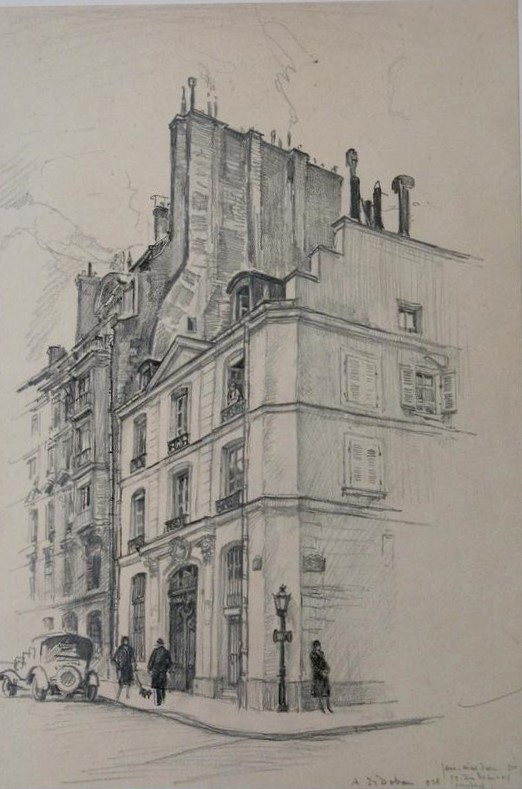
Rue de Lille 79

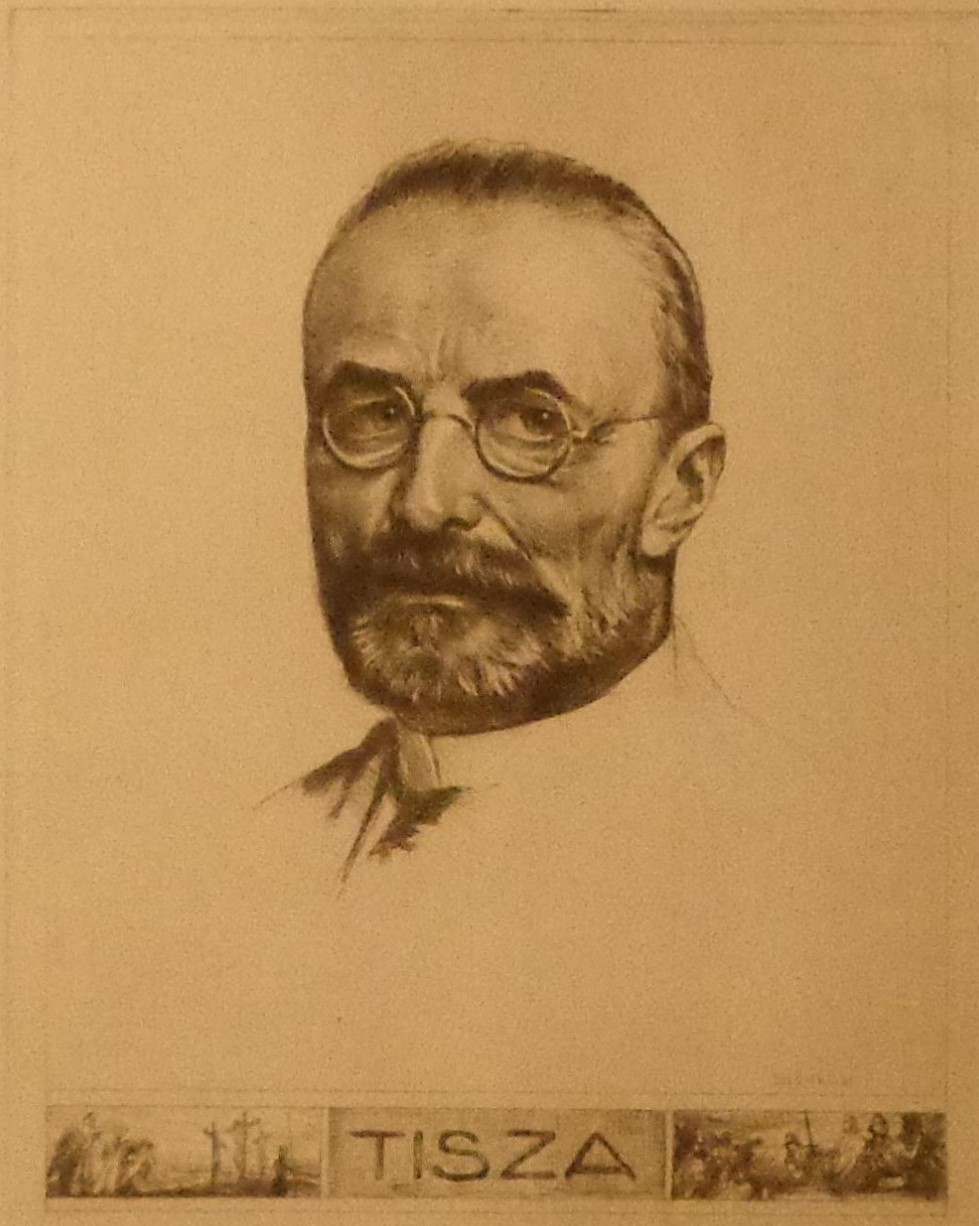
István Tisza

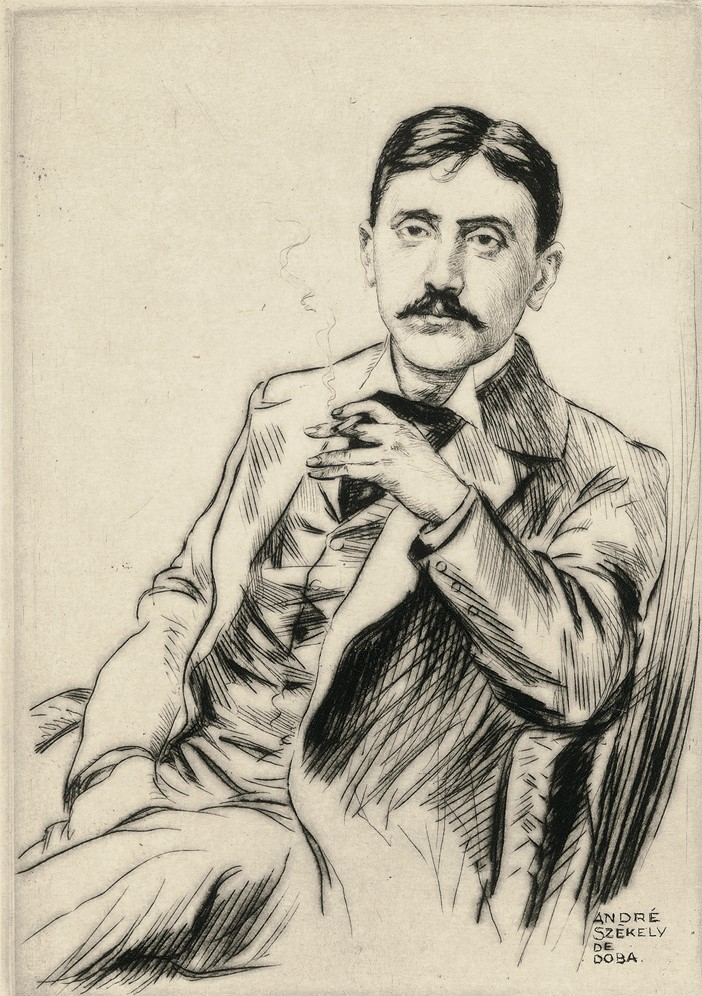
Marcel Proust

André Székely de Doba (auch Andor Dobai Székely und andere Schreibweisen; geboren 16. April 1877 in Lőcse, Österreich-Ungarn; gestorben 1945 in Paris) war ein ungarisch-französischer Maler.

## Leben
Andor Székely studierte ab 1895 an der Malschule bei Simon Hollósy in München, dann in der  Künstlerkolonie von Nagybánya und schließlich in Paris an der Académie Julian. Dort schloss er sich dem Mouvement visionnaire an. Ab 1908 lebte er in Budapest und malte Aquarelle und Pastelle. 1920 eröffnete er eine Malschule. 1929 zog er nach Paris. Er hatte mehrere Ausstellungen in Budapest und in Paris und nahm auch an der Biennale von Venedig teil. Székely reiste auch nach Nordafrika und in den Nahen Osten. Für seine Arbeiten wurde er mehrfach ausgezeichnet, einige seiner Gemälde befinden sich in der Ungarischen Nationalgalerie.

## Buchillustrationen
- Roger Dévigne: Les Bâtisseurs de ville. Paris : Gastein-Serge, 1910
- Georges Valois: La politique de la victoire. Paris : Nouvelle librairie nationale, 1925
- Marcel Proust. Paris : Editions de la revue Le capitole, 1926
- Léon Daudet. Paris : Editions de la revue Le capitole, 1926
- Paul Valéry. Paris : Editions de la revue Le capitole, 1926
- Charles Maurras. Paris : Editions de la revue Le capitole, 1926
- Léon Gosset: Le charme de Paris : églises et vieux logis. Paris : H. Piazza, 1934.